# 茅維拉 (阿拉巴馬州)
茅維拉（英語：Mauvilla）是一個位於美國阿拉巴馬州莫比爾縣的非建制地區。該地的面積和人口皆未知。

## 地理
茅維拉的座標為30°50′13″N 88°11′04″W / 30.83694°N 88.18444°W，而該地的平均海拔高度為48米（即157英尺）。